# آن پان سوک
آن پان سوک (کره‌ای: 안판석؛ زادهٔ نوامبر ۱۹۶۱) کارگردان تلویزیونی اهل کره جنوبی است. او مجموعه‌های تلویزیونی از جمله ماجرایی زیر باران (۲۰۱۸)، پشت برج سفید (۲۰۰۷), راز عشق و عاشقی (۲۰۱۴) و شایعه شنیده شده (۲۰۱۵) را کارگردانی کرده است.

## فیلم‌شناسی
گزیده فیلم‌شناسی
- پشت برج سفید (ام‌بی‌سی، ۲۰۰۷)[۱]
- راز عشق و عاشقی (جی‌تی‌بی‌سی، ۲۰۱۴)[۲][۳]
- شایعه شنیده شده (اس‌بی‌اس، ۲۰۱۵)[۴][۵]
- ماجرایی زیر باران (جی‌تی‌بی‌سی، ۲۰۱۸)
- یک شب بهاری (ام‌بی‌سی، ۲۰۱۹)
- عاشقانه نیمه‌شب در آموزشگاه (تی‌وی‌ان، ۲۰۲۴)